# Zverosovkhoze

Zverosovkhoze (en russe : Зверосовхоз) est un village de l'oblast de Mourmansk,  Russie. Sa population s'élevait à 1 598 habitants en 2010.

## Géographie
Zverosovkhoze situé au-delà du cercle polaire arctique, dans la péninsule de Kola, à l'extrême nord-ouest du pays. 

## Administration
Zverosovkhoze dépend administrativement de l'arrondissement urbain de Kildinstroï appartenant au raïon de Kola.

## Population
Le village compte 48,5 % d'hommes et 51,5 % de femmes.